# Eduardo Drummond
Eduardo Lisboa Drummond Cardoso (Rio de Janeiro; 8 de diciembre de 1999), conocido como Dudu Drummond, es un actor de doblaje brasileño.

## Biografía
Eduardo es nieto del actor de doblaje Orlando Drummond y hermano de los también actores de doblaje Felipe y Alexandre Drummond. Inició su carrera a los 8 años, actuando en el doblaje de personajes infantiles de dibujos animados y series al portugués brasileño.
En 2010 ganó el VII Premio Yamato, y también recibió el premio revelación de doblaje por su trabajo en Up.